# شارع ويغان

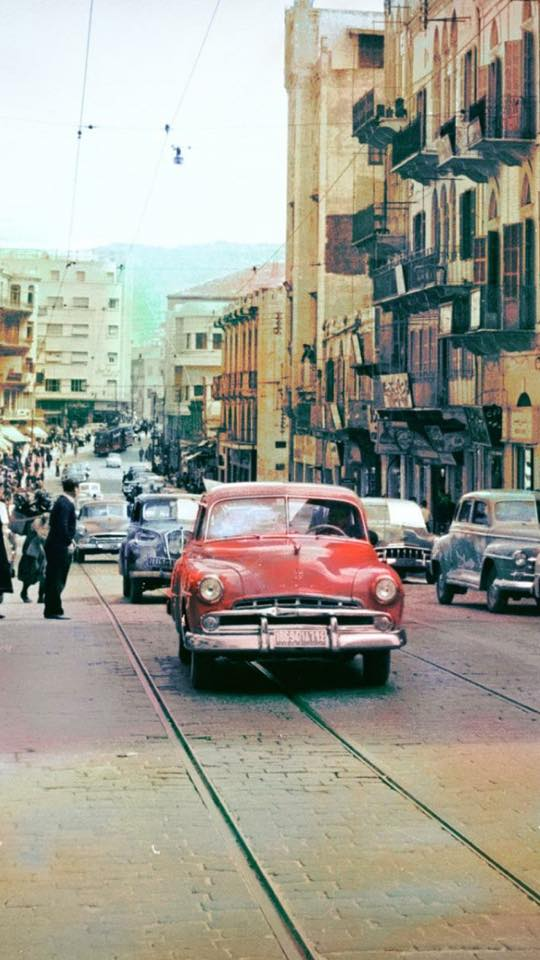
بيروت شارع ويغان عام 1955

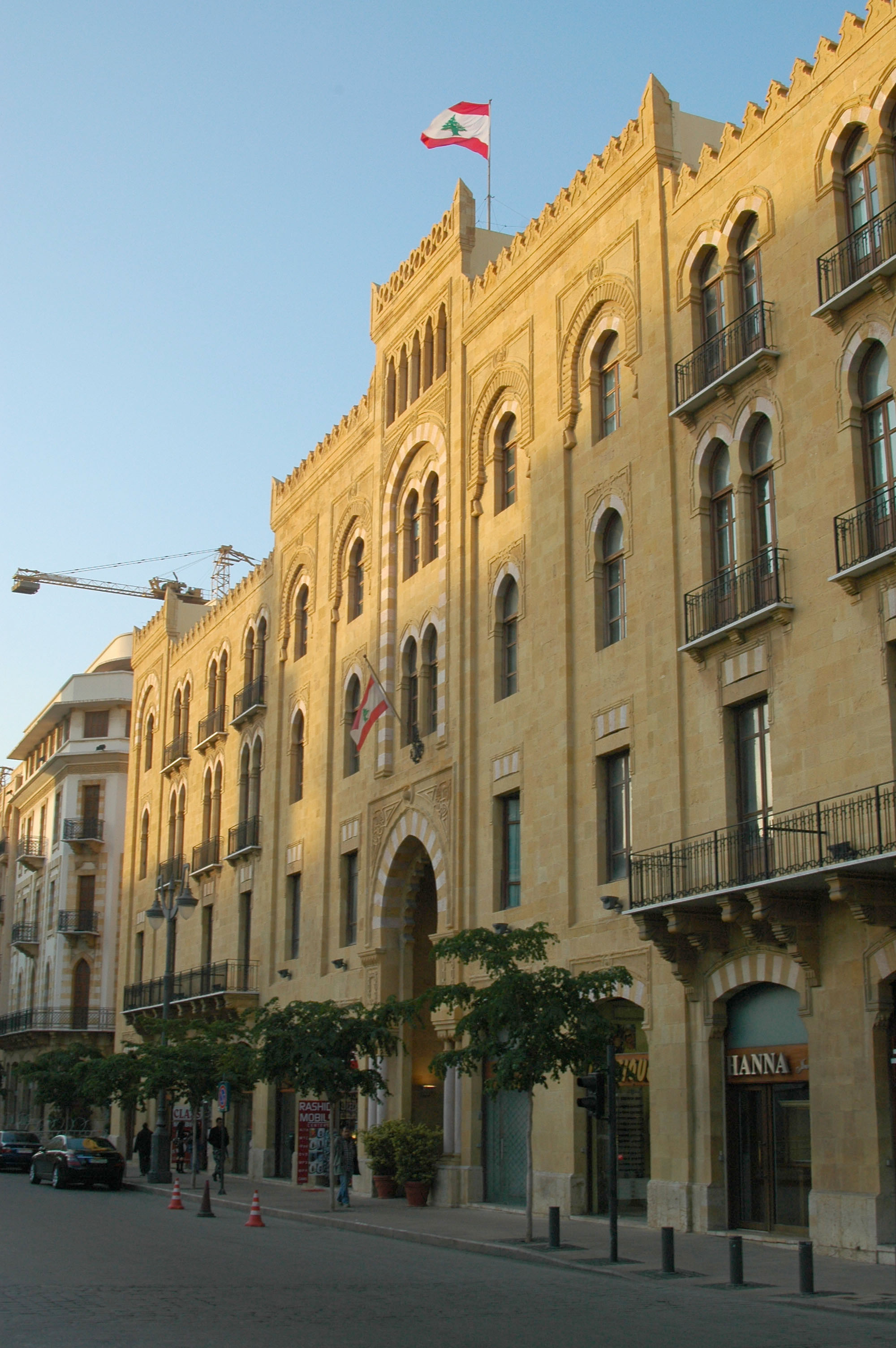
مبنى بلدية بيروت في شارع ويغان

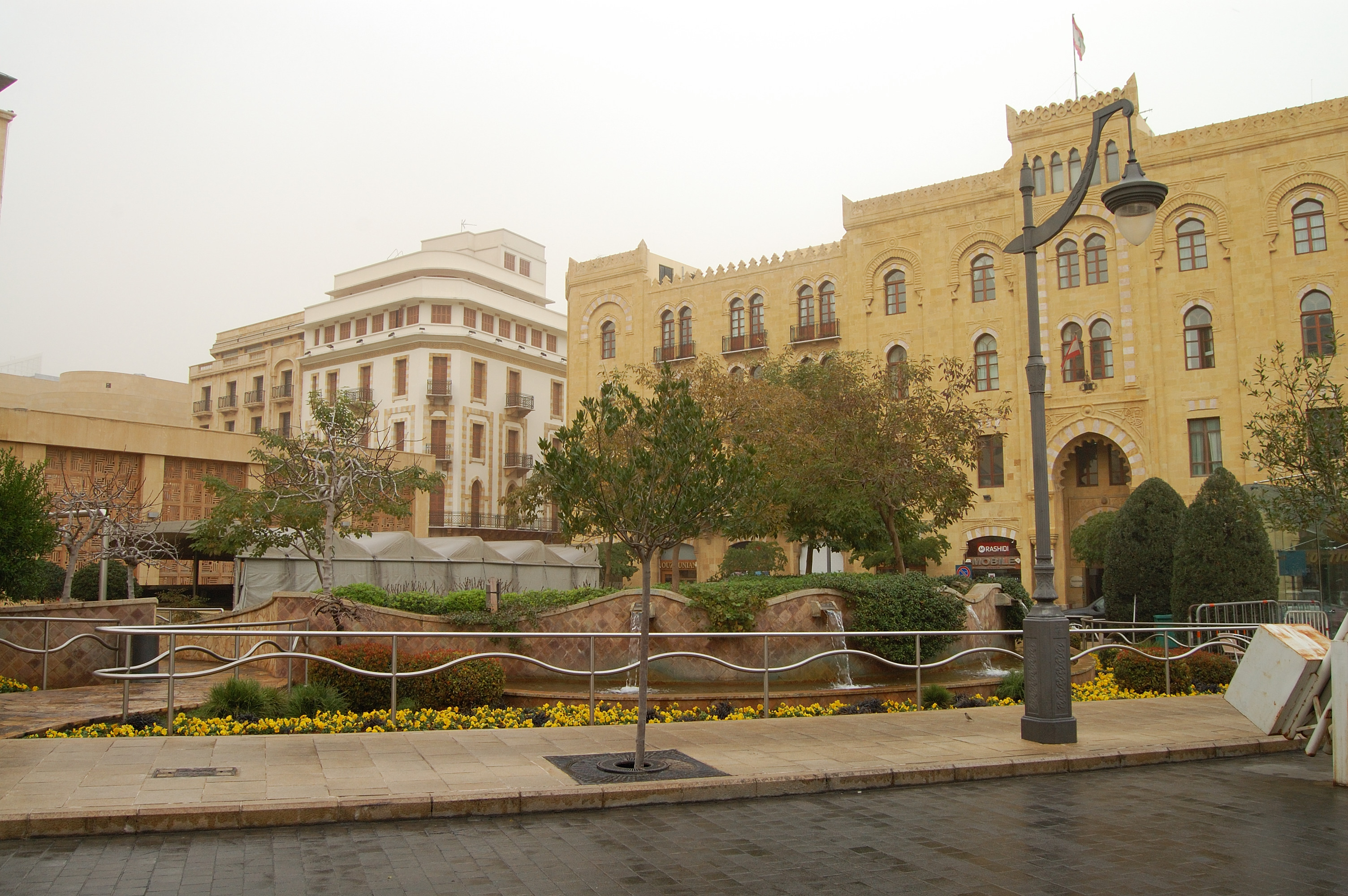
مبان على طول الشارع

شارع ويغان (بالفرنسية: Rue Weygand)‏، هو شارع يقع في منطقة الحي التجاري المركزي بالعاصمة اللبنانية بيروت. في الأصل، أطلق على الشارع اسم الشارع الجديد (بالفرنسية: Rue Nouvelle)‏ لأنه كان طريقًا جديدة تم إنشاؤها كجزء من خطة التحديث في عام 1915. عند اكتماله، تم إعادة تسمية الشارع باسم شارع ماكسيم ويغان (بالفرنسية: Maxime Weygand)‏، نسبة إلى المنذوب السامي لسوريا ولبنان تحت الانتداب الفرنسي والذي خدم في الفترة من 19 أبريل 1923 إلى 29 نوفمبر 1924.
كشف عالم الآثار الفرنسي جان لافراي، أن شارع ويغان اتبع ديكومانوس الروماني القديم. بينما تم العثور على أرضيات فسيفسائية رومانية وبيزنطية، ويرجح أن يعود تاريخ تأسيس الشارع إلى ماقبل نشأة الإمبراطورية الرومانية حيث كشفت الحفريات الأثرية أيضًا عن دليل على أن الشارع كان محورًا تجاريًا حتى قبل ظهور الهيلينية في فينيقيا.
شارع ويغاند هو شارع ذو اتجاه واحد يمتد من الشرق إلى الغرب، بداية من شارع جورج حداد ويتحول إلى شارع جورج بيكو الذي يمر عبر الحي اليهودي في وادي أبو جميل. تقع بلدية بيروت في الشارع جنبًا إلى جنب مع المتاجر العصرية والفنادق، مثل لو جراي. تقع أسواق بيروت في شارع ويغان.

## في الأدب
- أحضان السرعوف لروبرت تشارلز:

«كان سام تيريل في تلك اللحظة يجوب سطح مبنى مرتفع في شارع ويغان.»
- الرجل في الوسط لمؤلفه هيو أتكينسون:

«تحولت لورانس يمينًا إلى شارع ويغان، وغيرت مسارها وأسرعت لتتجاوز من مرسيدس وبويك وكاديلاك.»
- الفداء: رواية حرب في لبنان من تأليف ليستون بوب:

«انعطف ليغوري يسارًا في شارع ويغان، واقترب من المركز».
- أغنية من الغولدن كنوكس لمارغريت دونيلي:

"قادته سيارة الأجرة حول كتل وأكوام من المباني المنهارة، ثم عادت إلى شارع ويغان، لأن حميد أراد أن يريه بعض الحفريات الأثرية التي أشار إليها، موضحًا،" الجامع العمري الكبير، المبني فوق المعبد الروماني... "
- حارث المياه للكاتبة هدى بركات:

«خرجت إلى شارع مراد، ظننت أنني سأذهب إلى أبعد من شارع ويغان ومن هناك سأذهب إلى المنزل لزرع البراعم قبل أن يتمكنوا من الذبول».

## مقالات متعلقة
- وسط بيروت
- سوليدير